# Deep Blue Sea 3
Deep Blue Sea 3 es una película de terror y ciencia ficción protagonizada por Tania Raymonde. Es la tercera entrega de la serie de películas Deep Blue Sea, y una secuela directa de Deep Blue Sea 2.

## Sinopsis
La historia sigue a Emma Collins (Tania Raymonde), una bióloga marina que trabaja en una estación de investigación en una remota isla en el océano. Ella y su equipo estudian el impacto del cambio climático en el comportamiento de los tiburones en esa región.
Mientras están investigando, descubren que un grupo de tiburones altamente inteligentes, genéticamente modificados y creados originalmente en los experimentos del pasado, se encuentra en la zona. Estos tiburones han desarrollado capacidades cognitivas mejoradas, convirtiéndolos en depredadores mucho más letales y astutos.
Cuando un equipo de biotecnología liderado por un hombre llamado Richard (Nathaniel Buzolic) aparece en la isla con la intención de capturar a los tiburones para sus propios fines, las cosas se complican. Emma y su equipo deben unir fuerzas con Richard para enfrentarse a la amenaza de los tiburones modificados genéticamente, mientras intentan evitar que estas criaturas peligrosas se conviertan en una amenaza global.

## Producción
El trabajo de la película inició en el verano de 2019. La película terminó su producción en mayo de 2020.

## Lanzamiento
La película se estrenó el 28 de julio de 2020 en Digital por la Warner Bros. Home Entertainment, y está previsto que se estrene en Blu-ray y DVD el 25 de agosto.

## Recepción
Con base en 6 reseñas, la película tiene actualmente un 67% en Rotten Tomatoes con una calificación promedio de 5,67 sobre 10. Meagan Navarro, de Bloody Disgusting, expresó que aunque la película no puede ser considerada buena según los estándares convencionales, fue no obstante agradable.